# Renato Cesarini
Renato Cesarini (Senigália, 11 de abril de 1906 – Buenos Aires, 24 de março de 1969) foi um jogador de futebol ítalo-argentino.
Nascido na Itália e criado na Argentina, Cesarini identificou-se especialmente com três equipes: o Chacarita Juniors, pelo qual teve três passagens; a Juventus, onde foi tetracampeão italiano seguido na década de 1930; e o River Plate, onde foi campeão argentino nos dois anos em que esteve na equipe.
Cesarini ficou famoso na terra natal por costumar marcar gols no final da partida, momento que ficaria conhecido como "Zona Cesarini". Atuou ao lado de outros ítalo-argentinos na Juventus, como Luis Monti e Raimundo Orsi, porém, ao contrário deles, acabou não selecionado pela Azzurra (que defendeu na época em treze oportunidades) para a Copa do Mundo de 1934. Chegara a atuar também pela terra de adoção, jogando duas partidas pela Argentina em 1926.
Visto como um verdadeiro dândi, permaneceu no River após aposentar-se, supervisionando as categorias de base millonarias. É considerado um dos pais da grande equipe riverplatense da década de 1940, conhecida como La Máquina ("a melhor equipe que se pôde construir, uma obra-prima", declamou), sendo o técnico que comandou o time campeão argentino de 1941 e 1942 . Gabava-se de ter um olho clínico para analisar a posição mais adequada para cada jogador que surgia nas categorias de base ("quantos homens há no mundo capazes de ver um jogador, encontrar-lhe defeitos e corrigi-los? Só eu"); dentre os que passaram pelo diagnóstico de Cesarini, estão Adolfo Pedernera, Félix Loustau, Alfredo Di Stéfano Omar Sívori (que chegou a declarar que Cesarini foi "a única enciclopédia que conheci"). e Ubaldo Fillol.
Jorge Solari, outro ex-jogador riverplatense, fundou uma escola de futebol em Rosário que leva o nome de Cesarini, que como técnico foi campeão também na ex-equipe da Juventus: treinada por ele, a Vecchia Signora conquistou os scudetti de 1960 e 1961, ano em que faturou também a Copa da Itália. Chegou a treinar também a Seleção Argentina no biênio 1967-1968, um ano antes de sua morte.